# Polarbjørnbukta
Die Polarbjørnbukta (norwegisch für Eisbärbucht) ist ein kleiner Eishafen vor der Prinzessin-Martha-Küste des ostantarktischen Königin-Maud-Lands. Die Bucht liegt am Rand des Fimbul-Schelfeises.
Norwegische Wissenschaftler benannten sie nach dem 2001 gebauten Polarforschungsschiff Polarbjørn.